# Tres Cruces, San Luis Potosí
Tres Cruces är en ort i Mexiko.   Den ligger i kommunen Tanlajás och delstaten San Luis Potosí, i den centrala delen av landet, 250 km norr om huvudstaden Mexico City. Tres Cruces ligger 219 meter över havet och antalet invånare är 416.
Terrängen runt Tres Cruces är lite kuperad, och sluttar norrut. Runt Tres Cruces är det ganska tätbefolkat, med 111 invånare per kvadratkilometer. Närmaste större samhälle är Ejido San José Xilatzén, 4,4 km nordväst om Tres Cruces. I omgivningarna runt Tres Cruces växer huvudsakligen savannskog.